# Eduard Estivill Sancho
Eduard Estivill Sancho   (Barcelona, 2 d'abril de 1948) és un metge i cantant català.

## Biografia

### Inicis i trajectòria musical
Eduard Estivill va néixer a Barcelona el 1948. Va ser membre de l'escoltisme a l'Agrupament Escolta Santa Agnès del barri de Sant Gervasi. L'any 1967, al final dels estudis secundaris, va marxar durant un any als Estats Units amb una beca d'estudis juntament amb els germans Xesco Boix i Joan Boix. Allà van trobar context de forta efervescència a les escoles i universitats (moviment hippie, l'amor lliure, «contestació» a la guerra del Vietnam, antimilitarisme, i posteriorment, a Europa, el maig francès i la primavera de Praga). Va entrar en contacte amb el moviment hippie i la música folk. Va veure actuacions de grups com ara Beach Boys, Bob Dylan, Peter, Paul and Mary o Joan Baez. En tornar a Barcelona van començar a adaptar cançons nord-americanes al català i van formar el duet Joan i Eduard amb el seu amic Joan Boix. Posteriorment, amb Amadeu Bernadet, van constituir el grup Falsterbo 3, i s'incorporen al Grup de Folk. Falsterbo 3 va tenir una llarga carrera amb intermitències i canvis de components fins al 1987. L'any 1999 retornaran a l'activitat amb el grup Falsterbo Marí, que va perdurar fins a l'any 2023, en què van celebrar un concert de comiat al Palau de la Música Catalana.

### Trajectòria acadèmica i professional
Estivill va estudiar medicina a la Universitat de Barcelona, on es va llicenciar en Medicina i Cirurgia. Va especialitzar-se en Neurofisiologia, Clínica i Pediatria i és Especialista Europeu en Medecina del Son. Durant més de trenta anys ha dirigit la Clínica del Son Estivill, de l'Institut Quiron-Dexeus de Barcelona i de l'Hospital General de Catalunya. L'any 1989 va iniciar l'etapa més decisiva de la seva carrera professional, formant la Unitat d'Alteracions del Son, a l'Institut Dexeus de Barcelona. La Unitat és capdavantera en el tractament de les malalties del son i és reconeguda per les seves aportacions científiques i divulgatives sobre aquesta matèria. Estivill és autor de nombroses publicacions, més de dues-centes en revistes científiques, així com llibres per al gran públic, entre els quals destaca Duérmete niño, amb més de tres milions d'exemplars venuts en vint-i-dos idiomes, i que ha ajudat milers de nens a dormir bé. Les normes que recomana en el llibre es basen en la cronobiologia i en aportacions pedagògiques conductuals. Són les mateixes normes que recomana l'Associació Americana del Son i l'Acadèmia Americana de Pediatria.
És popularment conegut el seu «mètode Estivill». Aquest mètode, forma col·loquial com els pares l'acostumen a emprar, es basa en rutines i normes per resoldre el problema de l'insomni infantil. El mateix va passar amb el doctor Richard Ferber als EUA, que va idear un mètode conegut com a «mètode Ferber».